# シマサシガメ
シマサシガメ Sphedanolestes impressicollis はサシガメ科のカメムシの1種。白黒まだら模様を持つ、細身で歩脚の長いサシガメである。

## 特徴
全体に黒で、白斑があり、光沢が強いカメムシ。体長は18-19mmほど。頭部は細長くて左右の複眼の後ろの縁をつなぐような横溝がある。複眼は黒。触角はとても細長く、第1節が最も長い。第2節は一番短く、それより先の節はやや長い。頸部は細くなっている。前胸背面は前半部と後半部に区切られる。前半部の縁前端は小さく棘状に突き出ており、また背面は中央の縦溝があり、2つの多少とも球形っぽい2つの盛り上がりに区切られる。後半部は正中線が多少くぼんでおり、後方両側の側角は丸く突出する。色は全体に黒で、側角より前の縁沿いやや内側に淡い斑紋があり、また正中線沿いにも淡い色の部分が出ることがあるが、それらの淡い色の部分は個体差がある。小楯板は黒で、後端が淡い色になっていることが多い。前翅は淡褐色で半透明、翅脈は暗い色で、その先端は腹部後端を越えて長い。腹部各節の側面部は、前半が黒で、後半が黄白色であり、翅を畳んだものを真上から見ると腹部に黒と白の横縞があるように見える。腹面側は頭部の中央が白く、胸部は黒、腹部は中央部が黄白色で、縁には不規則な黒い斑紋があり、これには変異が多い。歩脚は細長く、地色は黒で、各脚の腿節には3個、脛節では基部に1つの黄白色の斑紋があり、やはり縞模様に見える。

## 分布と生態など

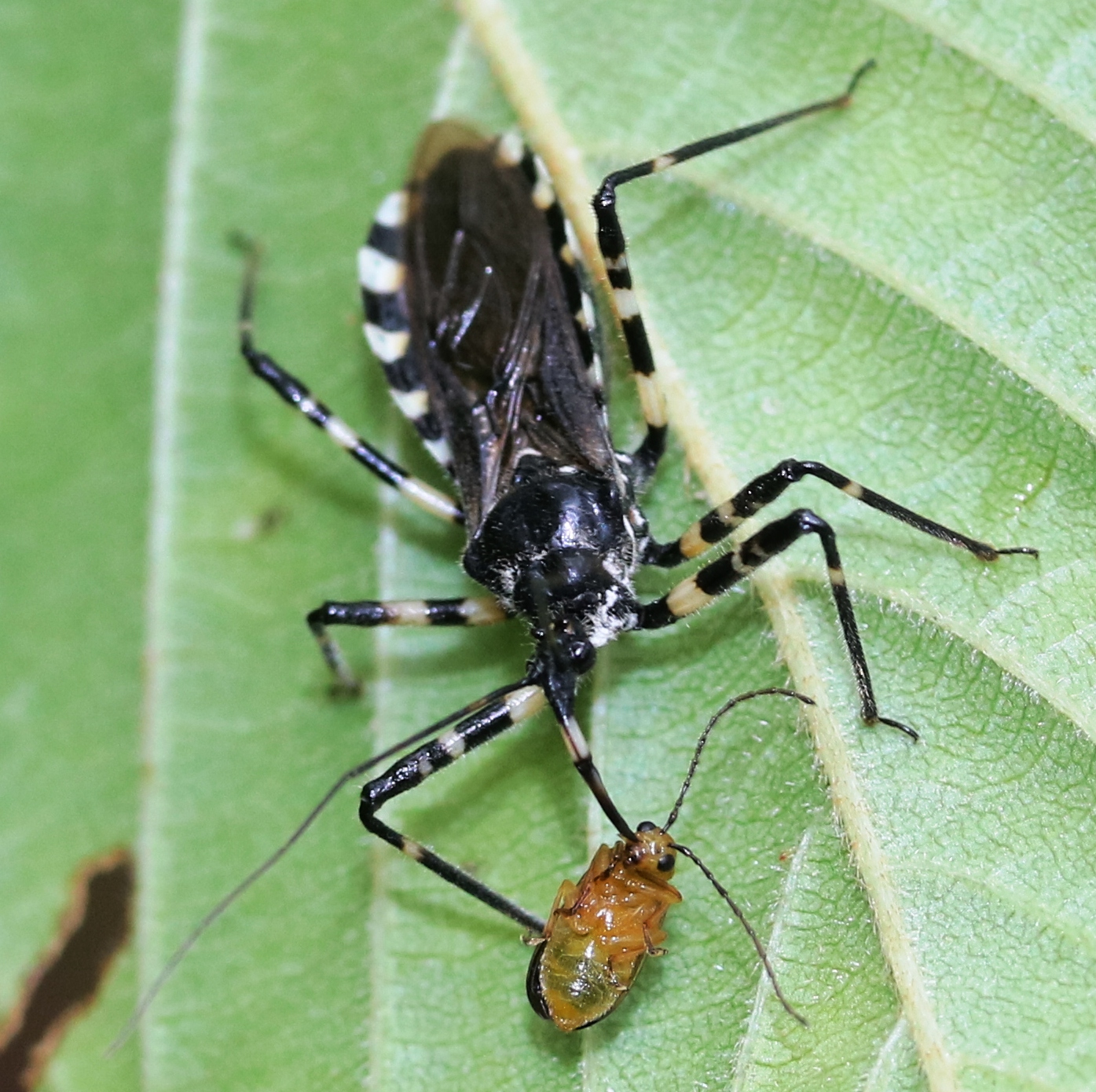
葉裏で獲物を捕食中
獲物は小型の甲虫(ハムシ科と思われる)

本州、四国、九州、および周辺の伊豆諸島、五島列島、対馬から知られ、国外では台湾、朝鮮半島、中国、インドにまで分布する。日本各地で普通種である。
初夏に多く見られる。樹上や草むらで見られることが多く、ヨモギハムシ、アオバネサルハムシ、ヒゲナガマルノミハムシ、アザミカミナリハムシ(以上はハムシ科)、ナナホシテントウなどの甲虫、それにチョウ目などの小型昆虫を捕食する。なお、成虫は発音する習性を持つ。

## 分類など
本種の属するシマサシガメ属は約185種を含む大きな属で、オーストラリア以外の旧世界に広く分布している。日本では本種が普通種であり、本土では他の種はいない。南西諸島の八重山からは次の種が知られる。
- S. albipilosus：ヒメシマサシガメ

体長が8.5mmと本種よりかなり小さいもので、斑紋等もよく似ているが、歩脚の縞模様はない。石垣島、西表島から知られ、国外では台湾から知られる。於茂登岳山頂付近ではしばしば確認され、また採集例は初夏の数週間に集中しているという。
他属で本種と似ているものにヤニサシガメ Verinus nodipes がある。全体に黒くてつやがあり、歩脚に黄白色の縞模様がある点も本種と共通するが、歩脚の縞模様がより強く、また数が多い。この種は松の樹上に見られ、松ヤニを被ったような粘り気がある。
他にモンシロサシガメ属 Rynocorys は本属と似ている。特にモンシロサシガメ R. leucospilus は腹部の縁に白斑が並ぶ点も本種と共通で、しかし脚には縞模様がない。本州から北海道、それに千島からシベリアなど、北方系のもので、北海道では普通に見られるという。
ちなみに名前の上で似ているものにアカシマサシガメ Haematoloecha nigrorufa があるが、斑紋も形態もあまり似ていない。この種は亜科も違っていてビロウドサシガメ亜科に属し、やや扁平でがっしりした姿のものである。